# Abderrafie Gassi
Abderrafie Gassi (27 ottobre 1972) è un ex calciatore marocchino, di ruolo portiere.

## Carriera

### Club
Ha sempre giocato nel campionato marocchino.

### Nazionale
Tra il 2000 e il 2002 è sceso in campo 4 volte con la maglia della Nazionale.